# Liste der denkmalgeschützten Objekte in Hüttenberg (Kärnten)
Die Liste der denkmalgeschützten Objekte in Hüttenberg enthält die 167 denkmalgeschützten, unbeweglichen Objekte der Kärntner Gemeinde Hüttenberg.

## Denkmäler
| Foto |                 | Denkmal | Standort                                                         | Beschreibung | Metadaten |
| ---- | --------------- | --- | ---------------------------------------------------------------- | --- | --- |
| ja   | Datei hochladen | Erzquetsche HERIS-ID: 35628 Objekt-ID: 34416                                                                    | neben Graben 28 Standort KG: Hinterberg                          | Von der dreigeschoßigen, 1845 bis 1848 errichteten Erzquetsche sind die Außenmauern (Bruchsteinmauern; bemerkenswert gegliederte Fassade) erhalten. | BDA-Hist.: Q37965621 Status: Bescheid Stand der BDA-Liste: 2025-06-30 Name: Erzquetsche GstNr.: .35 Erzquetsche, Lölling |
| ja   | Datei hochladen | Reste des Eugen-Hochofens, des Kohlbarrens und des Erzbunkers HERIS-ID: 46189 Objekt-ID: 47907                  | Schattseite 2, in der Nähe Standort KG: Hinterberg               | Der 1838 errichtete Hochofen wurde 1939 weitgehend abgetragen. Daneben sind Teile des Kohlbarrens und des Erzbunkers erhalten. 1993 wurden die Mauern saniert. | BDA-Hist.: Q38019774 Status: Bescheid Stand der BDA-Liste: 2025-06-30 Name: Reste des Eugen-Hochofens, des Kohlbarrens und des Erzbunkers GstNr.: .31/6, 368/1, .31/4, .31/7 Eisenwerk, Lölling                                     |
| ja   | Datei hochladen | Johanna-Hochofen HERIS-ID: 90324 Objekt-ID: 105009                                                              | Schattseite 3, in der Nähe Standort KG: Hinterberg               | Der Hochofen wurde 1822 errichtet und bis 1899 betrieben. Der Ofenstock ist in einer Höhe von 12 Metern erhalten. | BDA-Hist.: Q37746561 Status: Bescheid Stand der BDA-Liste: 2025-06-30 Name: Johanna-Hochofen GstNr.: .31/5 Eisenwerk, Lölling |
| ja   | Datei hochladen | Bürgerhaus, ehem. Kohlschreiberhaus HERIS-ID: 41117 Objekt-ID: 41561                                            | Schattseite 3 Standort KG: Hinterberg                            | Das zweigeschoßige Haus wurde im 19. Jahrhundert errichtet. Der Kohlschreiber hatte die angelieferte Holzkohle zu zählen. Das Gebäude dient heute als Wohnhaus. | BDA-Hist.: Q37998188 Status: Bescheid Stand der BDA-Liste: 2025-06-30 Name: Bürgerhaus, ehem. Kohlschreiberhaus GstNr.: .32 |
| ja   | Datei hochladen | Schloss Süßenstein HERIS-ID: 89867 Objekt-ID: 104528                                                            | Bahnhofstraße 5 Standort KG: Hüttenberg                          | Schloss Süßenstein wurde in seiner heutigen Erscheinungsform im 16. und 17. Jahrhundert errichtet. Das Bauwerk hat seine Ursprünge allerdings schon in der Römerzeit. Es wurde im 17. Jahrhundert nach einem Brand erweitert, nach einem neuerlichen Brand im 19. Jahrhundert erneuert und 1992 modernisiert. | BDA-Hist.: Q1593623 Status: Bescheid Stand der BDA-Liste: 2025-06-30 Name: Schloss Süßenstein GstNr.: 415 Schloss Süßenstein |
| ja   | Datei hochladen | Ehem. Volksschule, Heinrich Harrer-Museum HERIS-ID: 41693 Objekt-ID: 42244                                      | Bahnhofstraße 12 Standort KG: Hüttenberg                         | Das Gebäude wurde 1874 als Volksschule errichtet und beherbergt seit 1992 das Heinrich-Harrer-Museum mit Exponaten aus Harrers Expeditionen nach Afrika, Asien und Südamerika. | BDA-Hist.: Q875513 Status: Bescheid Stand der BDA-Liste: 2025-06-30 Name: Ehem. Volksschule, Heinrich Harrer-Museum GstNr.: .100/2 Heinrich-Harrer-Museum                                                                           |
| ja   | Datei hochladen | Doktorhaus (ehem. Werksspital) HERIS-ID: 42554 Objekt-ID: 43142                                                 | Bahnhofstraße 18, 19 Standort KG: Hüttenberg                     | Der zweigeschoßige Bau über hohem Kellergeschoß wurde 1884/85 als Werksspital errichtet. | BDA-Hist.: Q38003180 Status: Bescheid Stand der BDA-Liste: 2025-06-30 Name: Doktorhaus (ehem. Werksspital) GstNr.: .106 |
| ja   | Datei hochladen | Volks- und Hauptschule, Bergrat-Oberegger-Schule HERIS-ID: 73736 Objekt-ID: 87088                               | Knappenbergerstraße 5 Standort KG: Hüttenberg                    | Das Gebäude wurde im Oktober 1970 eröffnet, damals als Hauptschule, und nach dem ein Jahr zuvor verstorbenen Bergrat Josef Oberegger benannt. Mitte der 2000er Jahre erfolgte eine thermische Sanierung mit Fassaden- und Fenstererneuerung. Heute befinden sich in dem Bau Volksschule und Kindergarten. | BDA-Hist.: Q38133500 Status: § 2a Stand der BDA-Liste: 2025-06-30 Name: Volks- und Hauptschule, Bergrat-Oberegger-Schule GstNr.: .250                                                                                               |
| ja   | Datei hochladen | Pfarrhof HERIS-ID: 94585 Objekt-ID: 109744                                                                      | Reiftanzplatz 12 Standort KG: Hüttenberg                         | | BDA-Hist.: Q37764656 Status: § 2a Stand der BDA-Liste: 2025-06-30 Name: Pfarrhof GstNr.: .83 Pfarrhof Hüttenberg |
| ja   | Datei hochladen | Kath. Pfarrkirche hl. Nikolaus HERIS-ID: 53891 Objekt-ID: 61972                                                 | bei Reiftanzplatz 12 Standort KG: Hüttenberg                     | Die Kirche mit Westempore ist ein spätgotischer Bau des 15. Jahrhunderts, der mehrmals erneuert und umgebaut wurde. Der nachklassizistische Hochaltar, die Seitenaltäre und die gotisierende Kanzel stammen von Mitte des 19. Jahrhunderts (nach Brand 1843). | BDA-Hist.: Q1734964 Status: § 2a Stand der BDA-Liste: 2025-06-30 Name: Kath. Pfarrkirche hl. Nikolaus GstNr.: .65 Pfarrkirche hl. Nikolaus, Hüttenberg                                                                              |
| ja   | Datei hochladen | Bürgerhaus, Altes Bergrichterhaus HERIS-ID: 35630 Objekt-ID: 34418                                              | Reiftanzplatz 21 Standort KG: Hüttenberg                         | Das zweigeschoßige Gebäude mit spätmittelalterlichem Kellergewölbe, Räumen mit Riemendecken aus dem 16. und 17. Jahrhundert, und Fresken mit Darstellungen von Bergknappen beidseits des Erkers war bis 1610 Sitz des Berggerichts. Im ersten Obergeschoß zum Teil bemalte barocke Holzdecken und Türen. Der Putzdekor der Fassaden stammt aus dem 19. Jahrhundert. 1994 bis 1997 Restaurierung und Umbau.                                           | BDA-Hist.: Q37965652 Status: § 57-Mandatsbescheid Stand der BDA-Liste: 2025-06-30 Name: Bürgerhaus, Altes Bergrichterhaus GstNr.: .31                                                                                               |
| ja   | Datei hochladen | Eisenhüttenwerk und Hochofenanlage HERIS-ID: 35625 Objekt-ID: 34412                                             | Heft 1 Standort KG: Knappenberg                                  | Von dem 1908 stillgelegten Eisenwerk sind noch die beiden Hochöfen von 1857 erhalten, das Gebläsehaus, das dreigeschoßige Maschinenhaus, die Schlackenquetsche und die Ruinen des Kohlbarrens. 1995 wurde auf dem Areal ein Ausstellungs- und Verwaltungsgebäude von Günther Domenig errichtet, das aber auch nicht mehr genutzt wird. | BDA-Hist.: Q37965577 Status: Bescheid Stand der BDA-Liste: 2025-06-30 Name: Eisenhüttenwerk und Hochofenanlage GstNr.: 27/4, 1054/2, 1055/1, .1, .3/1, 5/1, 5/2, 6, 11/1, 11/3, 26/2, 26/1, 228/2, .3/4, 228/3 Hochofen in der Heft |
| ja   | Datei hochladen | Kohlschreiberhaus samt Kapelle HERIS-ID: 35627 Objekt-ID: 34414                                                 | Heft 2 Standort KG: Knappenberg                                  | Das ehemalige Kanzleigebäude des Eisenwerks ist ein klassizistischer Bau mit Halbsäulengliederung. Vorgelagert eine Kapelle aus dem 19. Jahrhundert. | BDA-Hist.: Q37965605 Status: § 57-Mandatsbescheid Stand der BDA-Liste: 2025-06-30 Name: Kohlschreiberhaus samt Kapelle GstNr.: .3/2, .3/3 Kohlschreiberhaus Heft samt Kapelle                                                       |
| ja   | Datei hochladen | Glockenturm, ehem. Schichtturm HERIS-ID: 90042 Objekt-ID: 104717                                                | Knappenberg Standort KG: Knappenberg                             | Der freistehende hölzerne Glockenturm diente früher als Schichtturm. | BDA-Hist.: Q63986181 Status: § 2a Stand der BDA-Liste: 2025-06-30 Name: Glockenturm, ehem. Schichtturm GstNr.: 493/12 Barbarakapelle, Knappenberg                                                                                   |
| ja   | Datei hochladen | Kath. Filialkirche hl. Barbara und ehem. Bremshaus der Wilhelm-Bremse HERIS-ID: 54142 Objekt-ID: 62300          | Knappenberg 18 Standort KG: Knappenberg                          | Die Filialkirche wurde 1928 im ehemaligen, 1871 errichteten Maschinenhaus der Wilhelmbremse eingerichtet. | BDA-Hist.: Q1412889 Status: Bescheid Stand der BDA-Liste: 2025-06-30 Name: Kath. Filialkirche hl. Barbara und ehem. Bremshaus der Wilhelm-Bremse GstNr.: 523/4, .77/5 Barbarakapelle, Knappenberg                                   |
| ja   | Datei hochladen | Kohlbunker (Werkstätten und Verladegebäude) HERIS-ID: 41509 Objekt-ID: 41996                                    | Knappenberg 29 Standort KG: Knappenberg                          | Der Kohlbunker wurde 1948 in einer Form errichtet, wie sie schon im 19. Jahrhundert üblich war. | BDA-Hist.: Q38001361 Status: Bescheid Stand der BDA-Liste: 2025-06-30 Name: Kohlbunker (Werkstätten und Verladegebäude) GstNr.: 509 Kohlbunker Knappenberg                                                                          |
| ja   | Datei hochladen | Bergbaumuseum, ehem. Grubenhaus und Mundloch des Knappenberger Erbstollens HERIS-ID: 41511 Objekt-ID: 41999     | Knappenberg 32 Standort KG: Knappenberg                          | Das Grubenhaus wurde 1873 neben dem Mundloch des Erbstollens errichtet: Der zweigeschoßige Bau mit reich gegliederter Fassade wird seit 1980 als Bergbaumuseum genutzt. | BDA-Hist.: Q2231836 Status: Bescheid Stand der BDA-Liste: 2025-06-30 Name: Bergbaumuseum, ehem. Grubenhaus und Mundloch des Knappenberger Erbstollens GstNr.: .70/2, 500 Bergbaumuseum, Knappenberg                                 |
| ja   | Datei hochladen | Bremshaus, ehem. Maschinenhaus der Friedenbau-Bremse HERIS-ID: 41388 Objekt-ID: 41870                           | Knappenberg 51 Standort KG: Knappenberg                          | Im Mittelteil des um 1870 errichteten Gebäudes war der Maschinenraum der Bremse (1927 stillgelegt); die kleineren Seitenteile waren Wohnungen für die Bremser. 1997/98 restauriert. | BDA-Hist.: Q38000123 Status: Bescheid Stand der BDA-Liste: 2025-06-30 Name: Bremshaus, ehem. Maschinenhaus der Friedenbau-Bremse GstNr.: .64/2 Friedenbaubremse Knappenberg                                                         |
| ja   | Datei hochladen | Rudolfsdenkmal HERIS-ID: 89945 Objekt-ID: 104614                                                                | südöstlich Knappenberg 73 Standort KG: Knappenberg               | Das Denkmal auf der Rudolfshöhe wurde 1873 zur Erinnerung an den Besuch Erzherzog Rudolfs errichtet und besteht aus einem Obelisk auf einer Plattform mit vier Marmortafeln. | BDA-Hist.: Q37743784 Status: Bescheid Stand der BDA-Liste: 2025-06-30 Name: Rudolfsdenkmal GstNr.: 272/4 |
| ja   | Datei hochladen | Teil d. Knappensiedlung HERIS-ID: 44627 Objekt-ID: 45475                                                        | Knappenberg 82 Standort KG: Knappenberg                          | Holzblockbau auf gemauertem Untergeschoß; eines von 108 Reihenhäusern in der ab 1921 errichteten Bergarbeitersiedlung. | BDA-Hist.: Q63986688 Status: Bescheid Stand der BDA-Liste: 2025-06-30 Name: Teil d. Knappensiedlung GstNr.: .104 Barbarasiedlung, Knappenberg                                                                                       |
| ja   | Datei hochladen | Teil d. Knappensiedlung HERIS-ID: 44628 Objekt-ID: 45476                                                        | Knappenberg 83 Standort KG: Knappenberg                          | Holzblockbau auf gemauertem Untergeschoß; eines von 108 Reihenhäusern in der ab 1921 errichteten Bergarbeitersiedlung. | BDA-Hist.: Q63986689 Status: Bescheid Stand der BDA-Liste: 2025-06-30 Name: Teil d. Knappensiedlung GstNr.: .105 Barbarasiedlung, Knappenberg                                                                                       |
| ja   | Datei hochladen | Teil d. Knappensiedlung HERIS-ID: 44629 Objekt-ID: 45477                                                        | Knappenberg 84 Standort KG: Knappenberg                          | Holzblockbau auf gemauertem Untergeschoß; eines von 108 Reihenhäusern in der ab 1921 errichteten Bergarbeitersiedlung. | BDA-Hist.: Q63986692 Status: Bescheid Stand der BDA-Liste: 2025-06-30 Name: Teil d. Knappensiedlung GstNr.: .106 Barbarasiedlung, Knappenberg                                                                                       |
| ja   | Datei hochladen | Teil d. Knappensiedlung HERIS-ID: 44630 Objekt-ID: 45478                                                        | Knappenberg 85 Standort KG: Knappenberg                          | Holzblockbau auf gemauertem Untergeschoß; eines von 108 Reihenhäusern in der ab 1921 errichteten Bergarbeitersiedlung. | BDA-Hist.: Q63986694 Status: Bescheid Stand der BDA-Liste: 2025-06-30 Name: Teil d. Knappensiedlung GstNr.: .107 Barbarasiedlung, Knappenberg                                                                                       |
| ja   | Datei hochladen | Teil d. Knappensiedlung HERIS-ID: 44632 Objekt-ID: 45480                                                        | Knappenberg 86 Standort KG: Knappenberg                          | Holzblockbau auf gemauertem Untergeschoß; eines von 108 Reihenhäusern in der ab 1921 errichteten Bergarbeitersiedlung. | BDA-Hist.: Q63986697 Status: Bescheid Stand der BDA-Liste: 2025-06-30 Name: Teil d. Knappensiedlung GstNr.: .108 Barbarasiedlung, Knappenberg                                                                                       |
| ja   | Datei hochladen | Teil d. Knappensiedlung HERIS-ID: 44631 Objekt-ID: 45479                                                        | Knappenberg 87 Standort KG: Knappenberg                          | Holzblockbau auf gemauertem Untergeschoß; eines von 108 Reihenhäusern in der ab 1921 errichteten Bergarbeitersiedlung. | BDA-Hist.: Q63986696 Status: Bescheid Stand der BDA-Liste: 2025-06-30 Name: Teil d. Knappensiedlung GstNr.: .109 Barbarasiedlung, Knappenberg                                                                                       |
| ja   | Datei hochladen | Teil d. Knappensiedlung HERIS-ID: 44633 Objekt-ID: 45481                                                        | Knappenberg 88 Standort KG: Knappenberg                          | Holzblockbau auf gemauertem Untergeschoß; eines von 108 Reihenhäusern in der ab 1921 errichteten Bergarbeitersiedlung. | BDA-Hist.: Q63986698 Status: Bescheid Stand der BDA-Liste: 2025-06-30 Name: Teil d. Knappensiedlung GstNr.: .110 Barbarasiedlung, Knappenberg                                                                                       |
| ja   | Datei hochladen | Teil d. Knappensiedlung HERIS-ID: 44634 Objekt-ID: 45482                                                        | Knappenberg 89 Standort KG: Knappenberg                          | Holzblockbau auf gemauertem Untergeschoß; eines von 108 Reihenhäusern in der ab 1921 errichteten Bergarbeitersiedlung. | BDA-Hist.: Q63986699 Status: Bescheid Stand der BDA-Liste: 2025-06-30 Name: Teil d. Knappensiedlung GstNr.: .111 Barbarasiedlung, Knappenberg                                                                                       |
| ja   | Datei hochladen | Teil d. Knappensiedlung HERIS-ID: 44639 Objekt-ID: 45487                                                        | Knappenberg 90 Standort KG: Knappenberg                          | Holzblockbau auf gemauertem Untergeschoß; eines von 108 Reihenhäusern in der ab 1921 errichteten Bergarbeitersiedlung. | BDA-Hist.: Q63986708 Status: Bescheid Stand der BDA-Liste: 2025-06-30 Name: Teil d. Knappensiedlung GstNr.: .116 Barbarasiedlung, Knappenberg                                                                                       |
| ja   | Datei hochladen | Teil d. Knappensiedlung HERIS-ID: 44640 Objekt-ID: 45488                                                        | Knappenberg 91 Standort KG: Knappenberg                          | Holzblockbau auf gemauertem Untergeschoß; eines von 108 Reihenhäusern in der ab 1921 errichteten Bergarbeitersiedlung. | BDA-Hist.: Q63986709 Status: Bescheid Stand der BDA-Liste: 2025-06-30 Name: Teil d. Knappensiedlung GstNr.: .117 Barbarasiedlung, Knappenberg                                                                                       |
| ja   | Datei hochladen | Teil d. Knappensiedlung HERIS-ID: 44641 Objekt-ID: 45489                                                        | Knappenberg 92 Standort KG: Knappenberg                          | Holzblockbau auf gemauertem Untergeschoß; eines von 108 Reihenhäusern in der ab 1921 errichteten Bergarbeitersiedlung. | BDA-Hist.: Q63986710 Status: Bescheid Stand der BDA-Liste: 2025-06-30 Name: Teil d. Knappensiedlung GstNr.: .118 Barbarasiedlung, Knappenberg                                                                                       |
| ja   | Datei hochladen | Teil d. Knappensiedlung HERIS-ID: 44642 Objekt-ID: 45490                                                        | Knappenberg 93 Standort KG: Knappenberg                          | Holzblockbau auf gemauertem Untergeschoß; eines von 108 Reihenhäusern in der ab 1921 errichteten Bergarbeitersiedlung. | BDA-Hist.: Q63986711 Status: Bescheid Stand der BDA-Liste: 2025-06-30 Name: Teil d. Knappensiedlung GstNr.: .119 Barbarasiedlung, Knappenberg                                                                                       |
| ja   | Datei hochladen | Teil d. Knappensiedlung HERIS-ID: 44635 Objekt-ID: 45483                                                        | Knappenberg 94 Standort KG: Knappenberg                          | Holzblockbau auf gemauertem Untergeschoß; eines von 108 Reihenhäusern in der ab 1921 errichteten Bergarbeitersiedlung. | BDA-Hist.: Q63986700 Status: Bescheid Stand der BDA-Liste: 2025-06-30 Name: Teil d. Knappensiedlung GstNr.: .112 Barbarasiedlung, Knappenberg                                                                                       |
| ja   | Datei hochladen | Teil d. Knappensiedlung HERIS-ID: 44636 Objekt-ID: 45484                                                        | Knappenberg 95 Standort KG: Knappenberg                          | Holzblockbau auf gemauertem Untergeschoß; eines von 108 Reihenhäusern in der ab 1921 errichteten Bergarbeitersiedlung. | BDA-Hist.: Q63986702 Status: Bescheid Stand der BDA-Liste: 2025-06-30 Name: Teil d. Knappensiedlung GstNr.: .113 Barbarasiedlung, Knappenberg                                                                                       |
| ja   | Datei hochladen | Teil d. Knappensiedlung HERIS-ID: 44637 Objekt-ID: 45485                                                        | Knappenberg 96 Standort KG: Knappenberg                          | Holzblockbau auf gemauertem Untergeschoß; eines von 108 Reihenhäusern in der ab 1921 errichteten Bergarbeitersiedlung. | BDA-Hist.: Q63986704 Status: Bescheid Stand der BDA-Liste: 2025-06-30 Name: Teil d. Knappensiedlung GstNr.: .114 Barbarasiedlung, Knappenberg                                                                                       |
| ja   | Datei hochladen | Teil d. Knappensiedlung HERIS-ID: 44638 Objekt-ID: 45486                                                        | Knappenberg 97 Standort KG: Knappenberg                          | Holzblockbau auf gemauertem Untergeschoß; eines von 108 Reihenhäusern in der ab 1921 errichteten Bergarbeitersiedlung. | BDA-Hist.: Q63986706 Status: Bescheid Stand der BDA-Liste: 2025-06-30 Name: Teil d. Knappensiedlung GstNr.: .115 Barbarasiedlung, Knappenberg                                                                                       |
| ja   | Datei hochladen | Teil d. Knappensiedlung HERIS-ID: 44643 Objekt-ID: 45491                                                        | Knappenberg 98 Standort KG: Knappenberg                          | Holzblockbau auf gemauertem Untergeschoß; eines von 108 Reihenhäusern in der ab 1921 errichteten Bergarbeitersiedlung. | BDA-Hist.: Q63986713 Status: Bescheid Stand der BDA-Liste: 2025-06-30 Name: Teil d. Knappensiedlung GstNr.: .120 Barbarasiedlung, Knappenberg                                                                                       |
| ja   | Datei hochladen | Teil d. Knappensiedlung HERIS-ID: 44644 Objekt-ID: 45492                                                        | Knappenberg 99 Standort KG: Knappenberg                          | Holzblockbau auf gemauertem Untergeschoß; eines von 108 Reihenhäusern in der ab 1921 errichteten Bergarbeitersiedlung. | BDA-Hist.: Q63986714 Status: Bescheid Stand der BDA-Liste: 2025-06-30 Name: Teil d. Knappensiedlung GstNr.: .121 Barbarasiedlung, Knappenberg                                                                                       |
| ja   | Datei hochladen | Teil d. Knappensiedlung HERIS-ID: 44645 Objekt-ID: 45493                                                        | Knappenberg 100 Standort KG: Knappenberg                         | Holzblockbau auf gemauertem Untergeschoß; eines von 108 Reihenhäusern in der ab 1921 errichteten Bergarbeitersiedlung. | BDA-Hist.: Q63986716 Status: Bescheid Stand der BDA-Liste: 2025-06-30 Name: Teil d. Knappensiedlung GstNr.: .122 Barbarasiedlung, Knappenberg                                                                                       |
| ja   | Datei hochladen | Teil d. Knappensiedlung HERIS-ID: 44646 Objekt-ID: 45494                                                        | Knappenberg 101 Standort KG: Knappenberg                         | Holzblockbau auf gemauertem Untergeschoß; eines von 108 Reihenhäusern in der ab 1921 errichteten Bergarbeitersiedlung. | BDA-Hist.: Q63986718 Status: Bescheid Stand der BDA-Liste: 2025-06-30 Name: Teil d. Knappensiedlung GstNr.: .123 Barbarasiedlung, Knappenberg                                                                                       |
| ja   | Datei hochladen | Teil d. Knappensiedlung HERIS-ID: 44647 Objekt-ID: 45495                                                        | Knappenberg 102 Standort KG: Knappenberg                         | Holzblockbau auf gemauertem Untergeschoß; eines von 108 Reihenhäusern in der ab 1921 errichteten Bergarbeitersiedlung. | BDA-Hist.: Q63986719 Status: Bescheid Stand der BDA-Liste: 2025-06-30 Name: Teil d. Knappensiedlung GstNr.: .124 Barbarasiedlung, Knappenberg                                                                                       |
| ja   | Datei hochladen | Teil d. Knappensiedlung HERIS-ID: 44648 Objekt-ID: 45496                                                        | Knappenberg 103 Standort KG: Knappenberg                         | Holzblockbau auf gemauertem Untergeschoß; eines von 108 Reihenhäusern in der ab 1921 errichteten Bergarbeitersiedlung. | BDA-Hist.: Q63986720 Status: Bescheid Stand der BDA-Liste: 2025-06-30 Name: Teil d. Knappensiedlung GstNr.: .125 Barbarasiedlung, Knappenberg                                                                                       |
| ja   | Datei hochladen | Teil d. Knappensiedlung HERIS-ID: 44649 Objekt-ID: 45497                                                        | Knappenberg 104 Standort KG: Knappenberg                         | Holzblockbau auf gemauertem Untergeschoß; eines von 108 Reihenhäusern in der ab 1921 errichteten Bergarbeitersiedlung. | BDA-Hist.: Q63986721 Status: Bescheid Stand der BDA-Liste: 2025-06-30 Name: Teil d. Knappensiedlung GstNr.: .126 Barbarasiedlung, Knappenberg                                                                                       |
| ja   | Datei hochladen | Teil d. Knappensiedlung HERIS-ID: 44650 Objekt-ID: 45498                                                        | Knappenberg 105 Standort KG: Knappenberg                         | Holzblockbau auf gemauertem Untergeschoß; eines von 108 Reihenhäusern in der ab 1921 errichteten Bergarbeitersiedlung. | BDA-Hist.: Q63986723 Status: Bescheid Stand der BDA-Liste: 2025-06-30 Name: Teil d. Knappensiedlung GstNr.: .127 Barbarasiedlung, Knappenberg                                                                                       |
| ja   | Datei hochladen | Teil d. Knappensiedlung HERIS-ID: 44652 Objekt-ID: 45500                                                        | Knappenberg 106 Standort KG: Knappenberg                         | Holzblockbau auf gemauertem Untergeschoß; eines von 108 Reihenhäusern in der ab 1921 errichteten Bergarbeitersiedlung. | BDA-Hist.: Q63986729 Status: Bescheid Stand der BDA-Liste: 2025-06-30 Name: Teil d. Knappensiedlung GstNr.: .128 Barbarasiedlung, Knappenberg                                                                                       |
| ja   | Datei hochladen | Teil d. Knappensiedlung HERIS-ID: 44651 Objekt-ID: 45499                                                        | Knappenberg 107 Standort KG: Knappenberg                         | Holzblockbau auf gemauertem Untergeschoß; eines von 108 Reihenhäusern in der ab 1921 errichteten Bergarbeitersiedlung. | BDA-Hist.: Q63986726 Status: Bescheid Stand der BDA-Liste: 2025-06-30 Name: Teil d. Knappensiedlung GstNr.: .129 Barbarasiedlung, Knappenberg                                                                                       |
| ja   | Datei hochladen | Teil d. Knappensiedlung HERIS-ID: 44653 Objekt-ID: 45501                                                        | Knappenberg 108 Standort KG: Knappenberg                         | Holzblockbau auf gemauertem Untergeschoß; eines von 108 Reihenhäusern in der ab 1921 errichteten Bergarbeitersiedlung. | BDA-Hist.: Q63986731 Status: Bescheid Stand der BDA-Liste: 2025-06-30 Name: Teil d. Knappensiedlung GstNr.: .130 Barbarasiedlung, Knappenberg                                                                                       |
| ja   | Datei hochladen | Teil d. Knappensiedlung HERIS-ID: 44654 Objekt-ID: 45502                                                        | Knappenberg 109 Standort KG: Knappenberg                         | Holzblockbau auf gemauertem Untergeschoß; eines von 108 Reihenhäusern in der ab 1921 errichteten Bergarbeitersiedlung. | BDA-Hist.: Q63986732 Status: Bescheid Stand der BDA-Liste: 2025-06-30 Name: Teil d. Knappensiedlung GstNr.: .131 Barbarasiedlung, Knappenberg                                                                                       |
| ja   | Datei hochladen | Teil d. Knappensiedlung HERIS-ID: 44655 Objekt-ID: 45503                                                        | Knappenberg 110 Standort KG: Knappenberg                         | Holzblockbau auf gemauertem Untergeschoß; eines von 108 Reihenhäusern in der ab 1921 errichteten Bergarbeitersiedlung. | BDA-Hist.: Q63986734 Status: Bescheid Stand der BDA-Liste: 2025-06-30 Name: Teil d. Knappensiedlung GstNr.: .132 Barbarasiedlung, Knappenberg                                                                                       |
| ja   | Datei hochladen | Teil d. Knappensiedlung HERIS-ID: 44656 Objekt-ID: 45504                                                        | Knappenberg 111 Standort KG: Knappenberg                         | Holzblockbau auf gemauertem Untergeschoß; eines von 108 Reihenhäusern in der ab 1921 errichteten Bergarbeitersiedlung. | BDA-Hist.: Q63986735 Status: Bescheid Stand der BDA-Liste: 2025-06-30 Name: Teil d. Knappensiedlung GstNr.: .133 Barbarasiedlung, Knappenberg                                                                                       |
| ja   | Datei hochladen | Teil d. Knappensiedlung HERIS-ID: 44657 Objekt-ID: 45505                                                        | Knappenberg 112 Standort KG: Knappenberg                         | Holzblockbau auf gemauertem Untergeschoß; eines von 108 Reihenhäusern in der ab 1921 errichteten Bergarbeitersiedlung. | BDA-Hist.: Q63986736 Status: Bescheid Stand der BDA-Liste: 2025-06-30 Name: Teil d. Knappensiedlung GstNr.: .134 Barbarasiedlung, Knappenberg                                                                                       |
| ja   | Datei hochladen | Teil d. Knappensiedlung HERIS-ID: 44658 Objekt-ID: 45506                                                        | neben Knappenberg 112 Standort KG: Knappenberg                   | Holzblockbau auf gemauertem Untergeschoß; eines von 108 Reihenhäusern in der ab 1921 errichteten Bergarbeitersiedlung. | BDA-Hist.: Q63986738 Status: Bescheid Stand der BDA-Liste: 2025-06-30 Name: Teil d. Knappensiedlung GstNr.: .135 Barbarasiedlung, Knappenberg                                                                                       |
| ja   | Datei hochladen | Teil d. Knappensiedlung HERIS-ID: 44659 Objekt-ID: 45507                                                        | Knappenberg 114 Standort KG: Knappenberg                         | Holzblockbau auf gemauertem Untergeschoß; eines von 108 Reihenhäusern in der ab 1921 errichteten Bergarbeitersiedlung. | BDA-Hist.: Q63986739 Status: Bescheid Stand der BDA-Liste: 2025-06-30 Name: Teil d. Knappensiedlung GstNr.: .136 Barbarasiedlung, Knappenberg                                                                                       |
| ja   | Datei hochladen | Teil d. Knappensiedlung HERIS-ID: 44660 Objekt-ID: 45508                                                        | Knappenberg 115 Standort KG: Knappenberg                         | Holzblockbau auf gemauertem Untergeschoß; eines von 108 Reihenhäusern in der ab 1921 errichteten Bergarbeitersiedlung. | BDA-Hist.: Q63986740 Status: Bescheid Stand der BDA-Liste: 2025-06-30 Name: Teil d. Knappensiedlung GstNr.: .137 Barbarasiedlung, Knappenberg                                                                                       |
| ja   | Datei hochladen | Teil d. Knappensiedlung HERIS-ID: 44661 Objekt-ID: 45509                                                        | Knappenberg 116 Standort KG: Knappenberg                         | Holzblockbau auf gemauertem Untergeschoß; eines von 108 Reihenhäusern in der ab 1921 errichteten Bergarbeitersiedlung. | BDA-Hist.: Q63986741 Status: Bescheid Stand der BDA-Liste: 2025-06-30 Name: Teil d. Knappensiedlung GstNr.: .138 Barbarasiedlung, Knappenberg                                                                                       |
| ja   | Datei hochladen | Teil d. Knappensiedlung HERIS-ID: 44662 Objekt-ID: 45510                                                        | Knappenberg 117 Standort KG: Knappenberg                         | Holzblockbau auf gemauertem Untergeschoß; eines von 108 Reihenhäusern in der ab 1921 errichteten Bergarbeitersiedlung. | BDA-Hist.: Q63986742 Status: Bescheid Stand der BDA-Liste: 2025-06-30 Name: Teil d. Knappensiedlung GstNr.: .139 Barbarasiedlung, Knappenberg                                                                                       |
| ja   | Datei hochladen | Teil d. Knappensiedlung HERIS-ID: 44663 Objekt-ID: 45511                                                        | Knappenberg 118 Standort KG: Knappenberg                         | Holzblockbau auf gemauertem Untergeschoß; eines von 108 Reihenhäusern in der ab 1921 errichteten Bergarbeitersiedlung. | BDA-Hist.: Q63986744 Status: Bescheid Stand der BDA-Liste: 2025-06-30 Name: Teil d. Knappensiedlung GstNr.: .140 Barbarasiedlung, Knappenberg                                                                                       |
| ja   | Datei hochladen | Teil d. Knappensiedlung HERIS-ID: 44664 Objekt-ID: 45512                                                        | Knappenberg 119 Standort KG: Knappenberg                         | Holzblockbau auf gemauertem Untergeschoß; eines von 108 Reihenhäusern in der ab 1921 errichteten Bergarbeitersiedlung. | BDA-Hist.: Q63986745 Status: Bescheid Stand der BDA-Liste: 2025-06-30 Name: Teil d. Knappensiedlung GstNr.: .141 Barbarasiedlung, Knappenberg                                                                                       |
| ja   | Datei hochladen | Teil d. Knappensiedlung HERIS-ID: 44665 Objekt-ID: 45513                                                        | Knappenberg 120 Standort KG: Knappenberg                         | Holzblockbau auf gemauertem Untergeschoß; eines von 108 Reihenhäusern in der ab 1921 errichteten Bergarbeitersiedlung. | BDA-Hist.: Q63986747 Status: Bescheid Stand der BDA-Liste: 2025-06-30 Name: Teil d. Knappensiedlung GstNr.: .142 Barbarasiedlung, Knappenberg                                                                                       |
| ja   | Datei hochladen | Teil d. Knappensiedlung HERIS-ID: 44666 Objekt-ID: 45514                                                        | Knappenberg 121 Standort KG: Knappenberg                         | Holzblockbau auf gemauertem Untergeschoß; eines von 108 Reihenhäusern in der ab 1921 errichteten Bergarbeitersiedlung. | BDA-Hist.: Q63986748 Status: Bescheid Stand der BDA-Liste: 2025-06-30 Name: Teil d. Knappensiedlung GstNr.: .143 Barbarasiedlung, Knappenberg                                                                                       |
| ja   | Datei hochladen | Teil d. Knappensiedlung HERIS-ID: 44667 Objekt-ID: 45515                                                        | Knappenberg 122 Standort KG: Knappenberg                         | Holzblockbau auf gemauertem Untergeschoß; eines von 108 Reihenhäusern in der ab 1921 errichteten Bergarbeitersiedlung. | BDA-Hist.: Q63986749 Status: Bescheid Stand der BDA-Liste: 2025-06-30 Name: Teil d. Knappensiedlung GstNr.: .144 Barbarasiedlung, Knappenberg                                                                                       |
| ja   | Datei hochladen | Teil d. Knappensiedlung HERIS-ID: 44668 Objekt-ID: 45516                                                        | Knappenberg 123 Standort KG: Knappenberg                         | Holzblockbau auf gemauertem Untergeschoß; eines von 108 Reihenhäusern in der ab 1921 errichteten Bergarbeitersiedlung. | BDA-Hist.: Q63986750 Status: Bescheid Stand der BDA-Liste: 2025-06-30 Name: Teil d. Knappensiedlung GstNr.: .145 Barbarasiedlung, Knappenberg                                                                                       |
| ja   | Datei hochladen | Teil d. Knappensiedlung HERIS-ID: 44669 Objekt-ID: 45517                                                        | Knappenberg 124 Standort KG: Knappenberg                         | Das ehemalige Kaufhaus liegt im Zentrum der ab 1921 errichteten Bergarbeitersiedlung. | BDA-Hist.: Q63986751 Status: Bescheid Stand der BDA-Liste: 2025-06-30 Name: Teil d. Knappensiedlung GstNr.: .146/1 Barbarasiedlung, Knappenberg                                                                                     |
| ja   | Datei hochladen | Teil d. Knappensiedlung HERIS-ID: 44737 Objekt-ID: 45586                                                        | Knappenberg 125 Standort KG: Knappenberg                         | Holzblockbau auf gemauertem Untergeschoß; eines von 108 Reihenhäusern in der ab 1921 errichteten Bergarbeitersiedlung. | BDA-Hist.: Q63986846 Status: Bescheid Stand der BDA-Liste: 2025-06-30 Name: Teil d. Knappensiedlung GstNr.: .146/2 Barbarasiedlung, Knappenberg                                                                                     |
| ja   | Datei hochladen | Teil d. Knappensiedlung HERIS-ID: 44670 Objekt-ID: 45518                                                        | Knappenberg 126 Standort KG: Knappenberg                         | Holzblockbau auf gemauertem Untergeschoß; eines von 108 Reihenhäusern in der ab 1921 errichteten Bergarbeitersiedlung. | BDA-Hist.: Q63986752 Status: Bescheid Stand der BDA-Liste: 2025-06-30 Name: Teil d. Knappensiedlung GstNr.: .147 Barbarasiedlung, Knappenberg                                                                                       |
| ja   | Datei hochladen | Teil d. Knappensiedlung HERIS-ID: 44671 Objekt-ID: 45519                                                        | Knappenberg 127 Standort KG: Knappenberg                         | Holzblockbau auf gemauertem Untergeschoß; eines von 108 Reihenhäusern in der ab 1921 errichteten Bergarbeitersiedlung. | BDA-Hist.: Q63986753 Status: Bescheid Stand der BDA-Liste: 2025-06-30 Name: Teil d. Knappensiedlung GstNr.: .148 Barbarasiedlung, Knappenberg                                                                                       |
| ja   | Datei hochladen | Teil d. Knappensiedlung HERIS-ID: 44672 Objekt-ID: 45520                                                        | Knappenberg 128 Standort KG: Knappenberg                         | Holzblockbau auf gemauertem Untergeschoß; eines von 108 Reihenhäusern in der ab 1921 errichteten Bergarbeitersiedlung. | BDA-Hist.: Q63986755 Status: Bescheid Stand der BDA-Liste: 2025-06-30 Name: Teil d. Knappensiedlung GstNr.: .149 Barbarasiedlung, Knappenberg                                                                                       |
| ja   | Datei hochladen | Teil d. Knappensiedlung HERIS-ID: 44673 Objekt-ID: 45521                                                        | Knappenberg 129 Standort KG: Knappenberg                         | Holzblockbau auf gemauertem Untergeschoß; eines von 108 Reihenhäusern in der ab 1921 errichteten Bergarbeitersiedlung. | BDA-Hist.: Q63986756 Status: Bescheid Stand der BDA-Liste: 2025-06-30 Name: Teil d. Knappensiedlung GstNr.: .150 Barbarasiedlung, Knappenberg                                                                                       |
| ja   | Datei hochladen | Teil d. Knappensiedlung HERIS-ID: 44674 Objekt-ID: 45522                                                        | Knappenberg 130 Standort KG: Knappenberg                         | Holzblockbau auf gemauertem Untergeschoß; eines von 108 Reihenhäusern in der ab 1921 errichteten Bergarbeitersiedlung. | BDA-Hist.: Q63986757 Status: Bescheid Stand der BDA-Liste: 2025-06-30 Name: Teil d. Knappensiedlung GstNr.: .151 Barbarasiedlung, Knappenberg                                                                                       |
| ja   | Datei hochladen | Teil d. Knappensiedlung HERIS-ID: 44675 Objekt-ID: 45523                                                        | Knappenberg 131 Standort KG: Knappenberg                         | Holzblockbau auf gemauertem Untergeschoß; eines von 108 Reihenhäusern in der ab 1921 errichteten Bergarbeitersiedlung. | BDA-Hist.: Q63986759 Status: Bescheid Stand der BDA-Liste: 2025-06-30 Name: Teil d. Knappensiedlung GstNr.: .152 Barbarasiedlung, Knappenberg                                                                                       |
| ja   | Datei hochladen | Teil d. Knappensiedlung HERIS-ID: 44676 Objekt-ID: 45524                                                        | Knappenberg 132 Standort KG: Knappenberg                         | Holzblockbau auf gemauertem Untergeschoß; eines von 108 Reihenhäusern in der ab 1921 errichteten Bergarbeitersiedlung. | BDA-Hist.: Q63986760 Status: Bescheid Stand der BDA-Liste: 2025-06-30 Name: Teil d. Knappensiedlung GstNr.: .153 Barbarasiedlung, Knappenberg                                                                                       |
| ja   | Datei hochladen | Teil d. Knappensiedlung HERIS-ID: 44677 Objekt-ID: 45525                                                        | Knappenberg 133 Standort KG: Knappenberg                         | Holzblockbau auf gemauertem Untergeschoß; eines von 108 Reihenhäusern in der ab 1921 errichteten Bergarbeitersiedlung. | BDA-Hist.: Q63986761 Status: Bescheid Stand der BDA-Liste: 2025-06-30 Name: Teil d. Knappensiedlung GstNr.: .154 Barbarasiedlung, Knappenberg                                                                                       |
| ja   | Datei hochladen | Teil d. Knappensiedlung HERIS-ID: 44678 Objekt-ID: 45526                                                        | Knappenberg 134 Standort KG: Knappenberg                         | Holzblockbau auf gemauertem Untergeschoß; eines von 108 Reihenhäusern in der ab 1921 errichteten Bergarbeitersiedlung. | BDA-Hist.: Q63986762 Status: Bescheid Stand der BDA-Liste: 2025-06-30 Name: Teil d. Knappensiedlung GstNr.: .155 Barbarasiedlung, Knappenberg                                                                                       |
| ja   | Datei hochladen | Teil d. Knappensiedlung HERIS-ID: 44679 Objekt-ID: 45527                                                        | Knappenberg 135 Standort KG: Knappenberg                         | Holzblockbau auf gemauertem Untergeschoß; eines von 108 Reihenhäusern in der ab 1921 errichteten Bergarbeitersiedlung. | BDA-Hist.: Q63986763 Status: Bescheid Stand der BDA-Liste: 2025-06-30 Name: Teil d. Knappensiedlung GstNr.: .156 Barbarasiedlung, Knappenberg                                                                                       |
| ja   | Datei hochladen | Teil d. Knappensiedlung HERIS-ID: 44680 Objekt-ID: 45528                                                        | Knappenberg 136 Standort KG: Knappenberg                         | Holzblockbau auf gemauertem Untergeschoß; eines von 108 Reihenhäusern in der ab 1921 errichteten Bergarbeitersiedlung. | BDA-Hist.: Q63986764 Status: Bescheid Stand der BDA-Liste: 2025-06-30 Name: Teil d. Knappensiedlung GstNr.: .157 Barbarasiedlung, Knappenberg                                                                                       |
| ja   | Datei hochladen | Teil d. Knappensiedlung HERIS-ID: 44681 Objekt-ID: 45529                                                        | Knappenberg 137 Standort KG: Knappenberg                         | Holzblockbau auf gemauertem Untergeschoß; eines von 108 Reihenhäusern in der ab 1921 errichteten Bergarbeitersiedlung. | BDA-Hist.: Q63986765 Status: Bescheid Stand der BDA-Liste: 2025-06-30 Name: Teil d. Knappensiedlung GstNr.: .158 Barbarasiedlung, Knappenberg                                                                                       |
| ja   | Datei hochladen | Teil d. Knappensiedlung HERIS-ID: 44682 Objekt-ID: 45530                                                        | Knappenberg 138 Standort KG: Knappenberg                         | Holzblockbau auf gemauertem Untergeschoß; eines von 108 Reihenhäusern in der ab 1921 errichteten Bergarbeitersiedlung. | BDA-Hist.: Q63986767 Status: Bescheid Stand der BDA-Liste: 2025-06-30 Name: Teil d. Knappensiedlung GstNr.: .159 Barbarasiedlung, Knappenberg                                                                                       |
| ja   | Datei hochladen | Teil d. Knappensiedlung HERIS-ID: 44683 Objekt-ID: 45531                                                        | Knappenberg 139 Standort KG: Knappenberg                         | Holzblockbau auf gemauertem Untergeschoß; eines von 108 Reihenhäusern in der ab 1921 errichteten Bergarbeitersiedlung. | BDA-Hist.: Q63986768 Status: Bescheid Stand der BDA-Liste: 2025-06-30 Name: Teil d. Knappensiedlung GstNr.: .160 Barbarasiedlung, Knappenberg                                                                                       |
| ja   | Datei hochladen | Teil d. Knappensiedlung HERIS-ID: 44684 Objekt-ID: 45532                                                        | Knappenberg 140 Standort KG: Knappenberg                         | Holzblockbau auf gemauertem Untergeschoß; eines von 108 Reihenhäusern in der ab 1921 errichteten Bergarbeitersiedlung. | BDA-Hist.: Q63986769 Status: Bescheid Stand der BDA-Liste: 2025-06-30 Name: Teil d. Knappensiedlung GstNr.: .161 Barbarasiedlung, Knappenberg                                                                                       |
| ja   | Datei hochladen | Teil d. Knappensiedlung HERIS-ID: 44685 Objekt-ID: 45533                                                        | Knappenberg 141 Standort KG: Knappenberg                         | Holzblockbau auf gemauertem Untergeschoß; eines von 108 Reihenhäusern in der ab 1921 errichteten Bergarbeitersiedlung. | BDA-Hist.: Q63986771 Status: Bescheid Stand der BDA-Liste: 2025-06-30 Name: Teil d. Knappensiedlung GstNr.: .162 Barbarasiedlung, Knappenberg                                                                                       |
| ja   | Datei hochladen | Teil d. Knappensiedlung HERIS-ID: 44686 Objekt-ID: 45534                                                        | Knappenberg 142 Standort KG: Knappenberg                         | Holzblockbau auf gemauertem Untergeschoß; eines von 108 Reihenhäusern in der ab 1921 errichteten Bergarbeitersiedlung. | BDA-Hist.: Q63986773 Status: Bescheid Stand der BDA-Liste: 2025-06-30 Name: Teil d. Knappensiedlung GstNr.: .163 Barbarasiedlung, Knappenberg                                                                                       |
| ja   | Datei hochladen | Teil d. Knappensiedlung HERIS-ID: 44687 Objekt-ID: 45535                                                        | Knappenberg 143 Standort KG: Knappenberg                         | Holzblockbau auf gemauertem Untergeschoß; eines von 108 Reihenhäusern in der ab 1921 errichteten Bergarbeitersiedlung. | BDA-Hist.: Q63986774 Status: Bescheid Stand der BDA-Liste: 2025-06-30 Name: Teil d. Knappensiedlung GstNr.: .164 Barbarasiedlung, Knappenberg                                                                                       |
| ja   | Datei hochladen | Teil d. Knappensiedlung HERIS-ID: 44688 Objekt-ID: 45536                                                        | Knappenberg 144 Standort KG: Knappenberg                         | Holzblockbau auf gemauertem Untergeschoß; eines von 108 Reihenhäusern in der ab 1921 errichteten Bergarbeitersiedlung. | BDA-Hist.: Q63986775 Status: Bescheid Stand der BDA-Liste: 2025-06-30 Name: Teil d. Knappensiedlung GstNr.: .165 Barbarasiedlung, Knappenberg                                                                                       |
| ja   | Datei hochladen | Teil d. Knappensiedlung HERIS-ID: 44689 Objekt-ID: 45537                                                        | Knappenberg 145 Standort KG: Knappenberg                         | Holzblockbau auf gemauertem Untergeschoß; eines von 108 Reihenhäusern in der ab 1921 errichteten Bergarbeitersiedlung. | BDA-Hist.: Q63986776 Status: Bescheid Stand der BDA-Liste: 2025-06-30 Name: Teil d. Knappensiedlung GstNr.: .166 Barbarasiedlung, Knappenberg                                                                                       |
| ja   | Datei hochladen | Teil d. Knappensiedlung HERIS-ID: 44690 Objekt-ID: 45538                                                        | Knappenberg 146 Standort KG: Knappenberg                         | Holzblockbau auf gemauertem Untergeschoß; eines von 108 Reihenhäusern in der ab 1921 errichteten Bergarbeitersiedlung. | BDA-Hist.: Q63986777 Status: Bescheid Stand der BDA-Liste: 2025-06-30 Name: Teil d. Knappensiedlung GstNr.: .167 Barbarasiedlung, Knappenberg                                                                                       |
| ja   | Datei hochladen | Teil d. Knappensiedlung HERIS-ID: 44691 Objekt-ID: 45539                                                        | Knappenberg 147 Standort KG: Knappenberg                         | Holzblockbau auf gemauertem Untergeschoß; eines von 108 Reihenhäusern in der ab 1921 errichteten Bergarbeitersiedlung. | BDA-Hist.: Q63986778 Status: Bescheid Stand der BDA-Liste: 2025-06-30 Name: Teil d. Knappensiedlung GstNr.: .168 Barbarasiedlung, Knappenberg                                                                                       |
| ja   | Datei hochladen | Teil d. Knappensiedlung HERIS-ID: 44692 Objekt-ID: 45540                                                        | Knappenberg 148 Standort KG: Knappenberg                         | Holzblockbau auf gemauertem Untergeschoß; eines von 108 Reihenhäusern in der ab 1921 errichteten Bergarbeitersiedlung. | BDA-Hist.: Q63986779 Status: Bescheid Stand der BDA-Liste: 2025-06-30 Name: Teil d. Knappensiedlung GstNr.: .169 Barbarasiedlung, Knappenberg                                                                                       |
| ja   | Datei hochladen | Teil d. Knappensiedlung HERIS-ID: 44693 Objekt-ID: 45541                                                        | Knappenberg 149 Standort KG: Knappenberg                         | Holzblockbau auf gemauertem Untergeschoß; eines von 108 Reihenhäusern in der ab 1921 errichteten Bergarbeitersiedlung. | BDA-Hist.: Q63986781 Status: Bescheid Stand der BDA-Liste: 2025-06-30 Name: Teil d. Knappensiedlung GstNr.: .170 Barbarasiedlung, Knappenberg                                                                                       |
| ja   | Datei hochladen | Teil d. Knappensiedlung HERIS-ID: 44694 Objekt-ID: 45542                                                        | Knappenberg 150 Standort KG: Knappenberg                         | Holzblockbau auf gemauertem Untergeschoß; eines von 108 Reihenhäusern in der ab 1921 errichteten Bergarbeitersiedlung. | BDA-Hist.: Q63986782 Status: Bescheid Stand der BDA-Liste: 2025-06-30 Name: Teil d. Knappensiedlung GstNr.: .171 Barbarasiedlung, Knappenberg                                                                                       |
| ja   | Datei hochladen | Teil d. Knappensiedlung HERIS-ID: 44695 Objekt-ID: 45543                                                        | Knappenberg 151 Standort KG: Knappenberg                         | Holzblockbau auf gemauertem Untergeschoß; eines von 108 Reihenhäusern in der ab 1921 errichteten Bergarbeitersiedlung. | BDA-Hist.: Q63986783 Status: Bescheid Stand der BDA-Liste: 2025-06-30 Name: Teil d. Knappensiedlung GstNr.: .172 Barbarasiedlung, Knappenberg                                                                                       |
| ja   | Datei hochladen | Teil d. Knappensiedlung HERIS-ID: 44696 Objekt-ID: 45544                                                        | Knappenberg 152 Standort KG: Knappenberg                         | Holzblockbau auf gemauertem Untergeschoß; eines von 108 Reihenhäusern in der ab 1921 errichteten Bergarbeitersiedlung. | BDA-Hist.: Q63986785 Status: Bescheid Stand der BDA-Liste: 2025-06-30 Name: Teil d. Knappensiedlung GstNr.: .173 Barbarasiedlung, Knappenberg                                                                                       |
| ja   | Datei hochladen | Teil d. Knappensiedlung HERIS-ID: 44697 Objekt-ID: 45545                                                        | Knappenberg 153 Standort KG: Knappenberg                         | Holzblockbau auf gemauertem Untergeschoß; eines von 108 Reihenhäusern in der ab 1921 errichteten Bergarbeitersiedlung. | BDA-Hist.: Q63986786 Status: Bescheid Stand der BDA-Liste: 2025-06-30 Name: Teil d. Knappensiedlung GstNr.: .174 Barbarasiedlung, Knappenberg                                                                                       |
| ja   | Datei hochladen | Teil d. Knappensiedlung HERIS-ID: 44698 Objekt-ID: 45546                                                        | Knappenberg 154 Standort KG: Knappenberg                         | Holzblockbau auf gemauertem Untergeschoß; eines von 108 Reihenhäusern in der ab 1921 errichteten Bergarbeitersiedlung. | BDA-Hist.: Q63986787 Status: Bescheid Stand der BDA-Liste: 2025-06-30 Name: Teil d. Knappensiedlung GstNr.: .175 Barbarasiedlung, Knappenberg                                                                                       |
| ja   | Datei hochladen | Teil d. Knappensiedlung HERIS-ID: 44700 Objekt-ID: 45548                                                        | Knappenberg 155 Standort KG: Knappenberg                         | Holzblockbau auf gemauertem Untergeschoß; eines von 108 Reihenhäusern in der ab 1921 errichteten Bergarbeitersiedlung. | BDA-Hist.: Q63986788 Status: Bescheid Stand der BDA-Liste: 2025-06-30 Name: Teil d. Knappensiedlung GstNr.: .176 Barbarasiedlung, Knappenberg                                                                                       |
| ja   | Datei hochladen | Teil d. Knappensiedlung HERIS-ID: 44701 Objekt-ID: 45549                                                        | Knappenberg 156 Standort KG: Knappenberg                         | Holzblockbau auf gemauertem Untergeschoß; eines von 108 Reihenhäusern in der ab 1921 errichteten Bergarbeitersiedlung. | BDA-Hist.: Q63986789 Status: Bescheid Stand der BDA-Liste: 2025-06-30 Name: Teil d. Knappensiedlung GstNr.: .177 Barbarasiedlung, Knappenberg                                                                                       |
| ja   | Datei hochladen | Teil d. Knappensiedlung HERIS-ID: 44702 Objekt-ID: 45550                                                        | Knappenberg 157 Standort KG: Knappenberg                         | Holzblockbau auf gemauertem Untergeschoß; eines von 108 Reihenhäusern in der ab 1921 errichteten Bergarbeitersiedlung. | BDA-Hist.: Q63986790 Status: Bescheid Stand der BDA-Liste: 2025-06-30 Name: Teil d. Knappensiedlung GstNr.: .178 Barbarasiedlung, Knappenberg                                                                                       |
| ja   | Datei hochladen | Teil d. Knappensiedlung HERIS-ID: 44703 Objekt-ID: 45552                                                        | Knappenberg 158 Standort KG: Knappenberg                         | Holzblockbau auf gemauertem Untergeschoß; eines von 108 Reihenhäusern in der ab 1921 errichteten Bergarbeitersiedlung. | BDA-Hist.: Q63986791 Status: Bescheid Stand der BDA-Liste: 2025-06-30 Name: Teil d. Knappensiedlung GstNr.: .179 Barbarasiedlung, Knappenberg                                                                                       |
| ja   | Datei hochladen | Teil d. Knappensiedlung HERIS-ID: 44704 Objekt-ID: 45553                                                        | Knappenberg 159 Standort KG: Knappenberg                         | Holzblockbau auf gemauertem Untergeschoß; eines von 108 Reihenhäusern in der ab 1921 errichteten Bergarbeitersiedlung. | BDA-Hist.: Q63986792 Status: Bescheid Stand der BDA-Liste: 2025-06-30 Name: Teil d. Knappensiedlung GstNr.: .180 Barbarasiedlung, Knappenberg                                                                                       |
| ja   | Datei hochladen | Teil d. Knappensiedlung HERIS-ID: 44705 Objekt-ID: 45554                                                        | Knappenberg 160 Standort KG: Knappenberg                         | Holzblockbau auf gemauertem Untergeschoß; eines von 108 Reihenhäusern in der ab 1921 errichteten Bergarbeitersiedlung. | BDA-Hist.: Q63986793 Status: Bescheid Stand der BDA-Liste: 2025-06-30 Name: Teil d. Knappensiedlung GstNr.: .181 Barbarasiedlung, Knappenberg                                                                                       |
| ja   | Datei hochladen | Teil d. Knappensiedlung HERIS-ID: 44706 Objekt-ID: 45555                                                        | Knappenberg 161 Standort KG: Knappenberg                         | Holzblockbau auf gemauertem Untergeschoß; eines von 108 Reihenhäusern in der ab 1921 errichteten Bergarbeitersiedlung. | BDA-Hist.: Q63986794 Status: Bescheid Stand der BDA-Liste: 2025-06-30 Name: Teil d. Knappensiedlung GstNr.: .182 Barbarasiedlung, Knappenberg                                                                                       |
| ja   | Datei hochladen | Teil d. Knappensiedlung HERIS-ID: 44707 Objekt-ID: 45556                                                        | Knappenberg 162 Standort KG: Knappenberg                         | Holzblockbau auf gemauertem Untergeschoß; eines von 108 Reihenhäusern in der ab 1921 errichteten Bergarbeitersiedlung. | BDA-Hist.: Q63986796 Status: Bescheid Stand der BDA-Liste: 2025-06-30 Name: Teil d. Knappensiedlung GstNr.: .183 Barbarasiedlung, Knappenberg                                                                                       |
| ja   | Datei hochladen | Teil d. Knappensiedlung HERIS-ID: 44708 Objekt-ID: 45557                                                        | Knappenberg 163 Standort KG: Knappenberg                         | Holzblockbau auf gemauertem Untergeschoß; eines von 108 Reihenhäusern in der ab 1921 errichteten Bergarbeitersiedlung. | BDA-Hist.: Q63986797 Status: Bescheid Stand der BDA-Liste: 2025-06-30 Name: Teil d. Knappensiedlung GstNr.: .184 Barbarasiedlung, Knappenberg                                                                                       |
| ja   | Datei hochladen | Teil d. Knappensiedlung HERIS-ID: 44709 Objekt-ID: 45558                                                        | Knappenberg 164 Standort KG: Knappenberg                         | Holzblockbau auf gemauertem Untergeschoß; eines von 108 Reihenhäusern in der ab 1921 errichteten Bergarbeitersiedlung. | BDA-Hist.: Q63986798 Status: Bescheid Stand der BDA-Liste: 2025-06-30 Name: Teil d. Knappensiedlung GstNr.: .185 Barbarasiedlung, Knappenberg                                                                                       |
| ja   | Datei hochladen | Teil d. Knappensiedlung HERIS-ID: 44710 Objekt-ID: 45559                                                        | Knappenberg 165 Standort KG: Knappenberg                         | Holzblockbau auf gemauertem Untergeschoß; eines von 108 Reihenhäusern in der ab 1921 errichteten Bergarbeitersiedlung. | BDA-Hist.: Q63986799 Status: Bescheid Stand der BDA-Liste: 2025-06-30 Name: Teil d. Knappensiedlung GstNr.: .186 Barbarasiedlung, Knappenberg                                                                                       |
| ja   | Datei hochladen | Teil d. Knappensiedlung HERIS-ID: 44711 Objekt-ID: 45560                                                        | Knappenberg 166 Standort KG: Knappenberg                         | Holzblockbau auf gemauertem Untergeschoß; eines von 108 Reihenhäusern in der ab 1921 errichteten Bergarbeitersiedlung. | BDA-Hist.: Q63986800 Status: Bescheid Stand der BDA-Liste: 2025-06-30 Name: Teil d. Knappensiedlung GstNr.: .187 Barbarasiedlung, Knappenberg                                                                                       |
| ja   | Datei hochladen | Teil d. Knappensiedlung HERIS-ID: 44712 Objekt-ID: 45561                                                        | Knappenberg 167 Standort KG: Knappenberg                         | Holzblockbau auf gemauertem Untergeschoß; eines von 108 Reihenhäusern in der ab 1921 errichteten Bergarbeitersiedlung. | BDA-Hist.: Q63986802 Status: Bescheid Stand der BDA-Liste: 2025-06-30 Name: Teil d. Knappensiedlung GstNr.: .188 Barbarasiedlung, Knappenberg                                                                                       |
| ja   | Datei hochladen | Teil d. Knappensiedlung HERIS-ID: 44714 Objekt-ID: 45563                                                        | Knappenberg 168 Standort KG: Knappenberg                         | Holzblockbau auf gemauertem Untergeschoß; eines von 108 Reihenhäusern in der ab 1921 errichteten Bergarbeitersiedlung. | BDA-Hist.: Q63986803 Status: Bescheid Stand der BDA-Liste: 2025-06-30 Name: Teil d. Knappensiedlung GstNr.: .189 Barbarasiedlung, Knappenberg                                                                                       |
| ja   | Datei hochladen | Teil d. Knappensiedlung HERIS-ID: 44715 Objekt-ID: 45564                                                        | Knappenberg 169 Standort KG: Knappenberg                         | Holzblockbau auf gemauertem Untergeschoß; eines von 108 Reihenhäusern in der ab 1921 errichteten Bergarbeitersiedlung. | BDA-Hist.: Q63986804 Status: Bescheid Stand der BDA-Liste: 2025-06-30 Name: Teil d. Knappensiedlung GstNr.: .190 Barbarasiedlung, Knappenberg                                                                                       |
| ja   | Datei hochladen | Teil d. Knappensiedlung HERIS-ID: 44716 Objekt-ID: 45565                                                        | Knappenberg 170 Standort KG: Knappenberg                         | Holzblockbau auf gemauertem Untergeschoß; eines von 108 Reihenhäusern in der ab 1921 errichteten Bergarbeitersiedlung. | BDA-Hist.: Q63986805 Status: Bescheid Stand der BDA-Liste: 2025-06-30 Name: Teil d. Knappensiedlung GstNr.: .191 Barbarasiedlung, Knappenberg                                                                                       |
| ja   | Datei hochladen | Teil d. Knappensiedlung HERIS-ID: 44717 Objekt-ID: 45566                                                        | Knappenberg 171 Standort KG: Knappenberg                         | Holzblockbau auf gemauertem Untergeschoß; eines von 108 Reihenhäusern in der ab 1921 errichteten Bergarbeitersiedlung. | BDA-Hist.: Q63986806 Status: Bescheid Stand der BDA-Liste: 2025-06-30 Name: Teil d. Knappensiedlung GstNr.: .192 Barbarasiedlung, Knappenberg                                                                                       |
| ja   | Datei hochladen | Teil d. Knappensiedlung HERIS-ID: 44735 Objekt-ID: 45584                                                        | Knappenberg 172 Standort KG: Knappenberg                         | Holzblockbau auf gemauertem Untergeschoß; eines von 108 Reihenhäusern in der ab 1921 errichteten Bergarbeitersiedlung. | BDA-Hist.: Q63986844 Status: Bescheid Stand der BDA-Liste: 2025-06-30 Name: Teil d. Knappensiedlung GstNr.: .193 Barbarasiedlung, Knappenberg                                                                                       |
| ja   | Datei hochladen | Teil d. Knappensiedlung HERIS-ID: 44736 Objekt-ID: 45585                                                        | Knappenberg 173 Standort KG: Knappenberg                         | Holzblockbau auf gemauertem Untergeschoß; eines von 108 Reihenhäusern in der ab 1921 errichteten Bergarbeitersiedlung. | BDA-Hist.: Q63986845 Status: Bescheid Stand der BDA-Liste: 2025-06-30 Name: Teil d. Knappensiedlung GstNr.: .194 Barbarasiedlung, Knappenberg                                                                                       |
| ja   | Datei hochladen | Teil d. Knappensiedlung HERIS-ID: 44718 Objekt-ID: 45567                                                        | Knappenberg 174 Standort KG: Knappenberg                         | Holzblockbau auf gemauertem Untergeschoß; eines von 108 Reihenhäusern in der ab 1921 errichteten Bergarbeitersiedlung. | BDA-Hist.: Q63986807 Status: Bescheid Stand der BDA-Liste: 2025-06-30 Name: Teil d. Knappensiedlung GstNr.: .195 Barbarasiedlung, Knappenberg                                                                                       |
| ja   | Datei hochladen | Teil d. Knappensiedlung HERIS-ID: 44719 Objekt-ID: 45568                                                        | Knappenberg 175 Standort KG: Knappenberg                         | Holzblockbau auf gemauertem Untergeschoß; eines von 108 Reihenhäusern in der ab 1921 errichteten Bergarbeitersiedlung. | BDA-Hist.: Q63986808 Status: Bescheid Stand der BDA-Liste: 2025-06-30 Name: Teil d. Knappensiedlung GstNr.: .196 Barbarasiedlung, Knappenberg                                                                                       |
| ja   | Datei hochladen | Teil d. Knappensiedlung HERIS-ID: 44720 Objekt-ID: 45569                                                        | Knappenberg 176 Standort KG: Knappenberg                         | Holzblockbau auf gemauertem Untergeschoß; eines von 108 Reihenhäusern in der ab 1921 errichteten Bergarbeitersiedlung. | BDA-Hist.: Q63986809 Status: Bescheid Stand der BDA-Liste: 2025-06-30 Name: Teil d. Knappensiedlung GstNr.: .197 Barbarasiedlung, Knappenberg                                                                                       |
| ja   | Datei hochladen | Teil d. Knappensiedlung HERIS-ID: 44721 Objekt-ID: 45570                                                        | Knappenberg 177 Standort KG: Knappenberg                         | Holzblockbau auf gemauertem Untergeschoß; eines von 108 Reihenhäusern in der ab 1921 errichteten Bergarbeitersiedlung. | BDA-Hist.: Q63986810 Status: Bescheid Stand der BDA-Liste: 2025-06-30 Name: Teil d. Knappensiedlung GstNr.: .198 Barbarasiedlung, Knappenberg                                                                                       |
| ja   | Datei hochladen | Teil d. Knappensiedlung HERIS-ID: 44722 Objekt-ID: 45571                                                        | Knappenberg 178 Standort KG: Knappenberg                         | Holzblockbau auf gemauertem Untergeschoß; eines von 108 Reihenhäusern in der ab 1921 errichteten Bergarbeitersiedlung. | BDA-Hist.: Q63986811 Status: Bescheid Stand der BDA-Liste: 2025-06-30 Name: Teil d. Knappensiedlung GstNr.: .199 Barbarasiedlung, Knappenberg                                                                                       |
| ja   | Datei hochladen | Teil d. Knappensiedlung HERIS-ID: 44723 Objekt-ID: 45572                                                        | Knappenberg 179 Standort KG: Knappenberg                         | Holzblockbau auf gemauertem Untergeschoß; eines von 108 Reihenhäusern in der ab 1921 errichteten Bergarbeitersiedlung. | BDA-Hist.: Q63986812 Status: Bescheid Stand der BDA-Liste: 2025-06-30 Name: Teil d. Knappensiedlung GstNr.: .200 Barbarasiedlung, Knappenberg                                                                                       |
| ja   | Datei hochladen | Teil d. Knappensiedlung HERIS-ID: 44724 Objekt-ID: 45573                                                        | Knappenberg 180 Standort KG: Knappenberg                         | Holzblockbau auf gemauertem Untergeschoß; eines von 108 Reihenhäusern in der ab 1921 errichteten Bergarbeitersiedlung. | BDA-Hist.: Q63986813 Status: Bescheid Stand der BDA-Liste: 2025-06-30 Name: Teil d. Knappensiedlung GstNr.: .201 Barbarasiedlung, Knappenberg                                                                                       |
| ja   | Datei hochladen | Teil d. Knappensiedlung HERIS-ID: 44725 Objekt-ID: 45574                                                        | Knappenberg 181 Standort KG: Knappenberg                         | Holzblockbau auf gemauertem Untergeschoß; eines von 108 Reihenhäusern in der ab 1921 errichteten Bergarbeitersiedlung. | BDA-Hist.: Q63986814 Status: Bescheid Stand der BDA-Liste: 2025-06-30 Name: Teil d. Knappensiedlung GstNr.: .202 Barbarasiedlung, Knappenberg                                                                                       |
| ja   | Datei hochladen | Teil d. Knappensiedlung HERIS-ID: 44726 Objekt-ID: 45575                                                        | Knappenberg 182 Standort KG: Knappenberg                         | Holzblockbau auf gemauertem Untergeschoß; eines von 108 Reihenhäusern in der ab 1921 errichteten Bergarbeitersiedlung. | BDA-Hist.: Q63986815 Status: Bescheid Stand der BDA-Liste: 2025-06-30 Name: Teil d. Knappensiedlung GstNr.: .203 Barbarasiedlung, Knappenberg                                                                                       |
| ja   | Datei hochladen | Teil d. Knappensiedlung HERIS-ID: 44727 Objekt-ID: 45576                                                        | Knappenberg 183 Standort KG: Knappenberg                         | Holzblockbau auf gemauertem Untergeschoß; eines von 108 Reihenhäusern in der ab 1921 errichteten Bergarbeitersiedlung. | BDA-Hist.: Q63986816 Status: Bescheid Stand der BDA-Liste: 2025-06-30 Name: Teil d. Knappensiedlung GstNr.: .204 Barbarasiedlung, Knappenberg                                                                                       |
| ja   | Datei hochladen | Teil d. Knappensiedlung HERIS-ID: 44728 Objekt-ID: 45577                                                        | Knappenberg 184 Standort KG: Knappenberg                         | Holzblockbau auf gemauertem Untergeschoß; eines von 108 Reihenhäusern in der ab 1921 errichteten Bergarbeitersiedlung. | BDA-Hist.: Q63986817 Status: Bescheid Stand der BDA-Liste: 2025-06-30 Name: Teil d. Knappensiedlung GstNr.: .205 Barbarasiedlung, Knappenberg                                                                                       |
| ja   | Datei hochladen | Teil d. Knappensiedlung HERIS-ID: 44729 Objekt-ID: 45578                                                        | Knappenberg 185 Standort KG: Knappenberg                         | Holzblockbau auf gemauertem Untergeschoß; eines von 108 Reihenhäusern in der ab 1921 errichteten Bergarbeitersiedlung. | BDA-Hist.: Q63986838 Status: Bescheid Stand der BDA-Liste: 2025-06-30 Name: Teil d. Knappensiedlung GstNr.: .206 Barbarasiedlung, Knappenberg                                                                                       |
| ja   | Datei hochladen | Teil d. Knappensiedlung HERIS-ID: 44730 Objekt-ID: 45579                                                        | Knappenberg 186 Standort KG: Knappenberg                         | Holzblockbau auf gemauertem Untergeschoß; eines von 108 Reihenhäusern in der ab 1921 errichteten Bergarbeitersiedlung. | BDA-Hist.: Q63986839 Status: Bescheid Stand der BDA-Liste: 2025-06-30 Name: Teil d. Knappensiedlung GstNr.: .207 Barbarasiedlung, Knappenberg                                                                                       |
| ja   | Datei hochladen | Teil d. Knappensiedlung HERIS-ID: 44731 Objekt-ID: 45580                                                        | Knappenberg 187 Standort KG: Knappenberg                         | Holzblockbau auf gemauertem Untergeschoß; eines von 108 Reihenhäusern in der ab 1921 errichteten Bergarbeitersiedlung. | BDA-Hist.: Q63986840 Status: Bescheid Stand der BDA-Liste: 2025-06-30 Name: Teil d. Knappensiedlung GstNr.: .208 Barbarasiedlung, Knappenberg                                                                                       |
| ja   | Datei hochladen | Teil d. Knappensiedlung HERIS-ID: 44732 Objekt-ID: 45581                                                        | Knappenberg 188 Standort KG: Knappenberg                         | Holzblockbau auf gemauertem Untergeschoß; eines von 108 Reihenhäusern in der ab 1921 errichteten Bergarbeitersiedlung. | BDA-Hist.: Q63986841 Status: Bescheid Stand der BDA-Liste: 2025-06-30 Name: Teil d. Knappensiedlung GstNr.: .209 Barbarasiedlung, Knappenberg                                                                                       |
| ja   | Datei hochladen | Teil d. Knappensiedlung HERIS-ID: 44733 Objekt-ID: 45582                                                        | Knappenberg 189 Standort KG: Knappenberg                         | Holzblockbau auf gemauertem Untergeschoß; eines von 108 Reihenhäusern in der ab 1921 errichteten Bergarbeitersiedlung. | BDA-Hist.: Q63986842 Status: Bescheid Stand der BDA-Liste: 2025-06-30 Name: Teil d. Knappensiedlung GstNr.: .210 Barbarasiedlung, Knappenberg                                                                                       |
| ja   | Datei hochladen | Teil d. Knappensiedlung HERIS-ID: 44734 Objekt-ID: 45583                                                        | Knappenberg 190 Standort KG: Knappenberg                         | Holzblockbau auf gemauertem Untergeschoß; eines von 108 Reihenhäusern in der ab 1921 errichteten Bergarbeitersiedlung. | BDA-Hist.: Q63986843 Status: Bescheid Stand der BDA-Liste: 2025-06-30 Name: Teil d. Knappensiedlung GstNr.: .211 Barbarasiedlung, Knappenberg                                                                                       |
| ja   | Datei hochladen | Albert-Maschinenhaus samt Kompressor und Mundloch des Albert-Dickmann-Stollens HERIS-ID: 43604 Objekt-ID: 44235 | Knappenberg Standort KG: Knappenberg                             | Der Stollen mit bemerkenswerter Mundlochverkleidung wurde 1872/73 errichtet. Im 1998 sanierten Maschinenhaus befindet sich mit dem Andrutz-Kompressor von 1917 eine der wenigen noch erhaltenen großen Bergbaumaschinen. | BDA-Hist.: Q38004212 Status: Bescheid Stand der BDA-Liste: 2025-06-30 Name: Albert-Maschinenhaus samt Kompressor und Mundloch des Albert-Dickmann-Stollens GstNr.: .77/8, 616/2 Albert-Maschinenhaus Knappenberg                    |
| ja   | Datei hochladen | Pulverturm HERIS-ID: 41566 Objekt-ID: 42084                                                                     | Stoffenhöhe Standort KG: Knappenberg                             | Der Pulverturm wurde 1873 im Tudor-Stil mit auffälligem Zinnenkranz erbaut. 1997 Beginn von Sanierungsarbeiten. | BDA-Hist.: Q38001700 Status: Bescheid Stand der BDA-Liste: 2025-06-30 Name: Pulverturm GstNr.: .33/4 |
| ja   | Datei hochladen | Barbarakapelle HERIS-ID: 41505 Objekt-ID: 41992                                                                 | Berghaussiedlung 20 Standort KG: Lölling                         | 1862 errichteten Knappen diese kleine neugotische Kapelle. | BDA-Hist.: Q807718 Status: Bescheid Stand der BDA-Liste: 2025-06-30 Name: Barbarakapelle GstNr.: .108 Barbara-Kapelle, Lölling |
| ja   | Datei hochladen | Mundloch des Löllinger Erbstollens HERIS-ID: 41392 Objekt-ID: 41875                                             | bei Berghaussiedlung 2 Standort KG: Lölling                      | Der Rundbogen aus Schiefergneis-Hausteinen wurde im ersten Drittel des 19. Jahrhunderts als Eingang zum Erbstollen errichtet. | BDA-Hist.: Q38000161 Status: Bescheid Stand der BDA-Liste: 2025-06-30 Name: Mundloch des Löllinger Erbstollens GstNr.: 871 |
| ja   | Datei hochladen | Ehem. Bergamt HERIS-ID: 41040 Objekt-ID: 41406                                                                  | Berghaussiedlung 9 Standort KG: Lölling                          | Das zweigeschoßige Gebäude wurde 1860 errichtet; heute dient es als Wohnhaus. | BDA-Hist.: Q37997756 Status: Bescheid Stand der BDA-Liste: 2025-06-30 Name: Ehem. Bergamt GstNr.: .105/6 Bergamt Lölling |
| ja   | Datei hochladen | Schlossereimuseum (Schmiede und Einrichtung mit Wacklergebläse) HERIS-ID: 41045 Objekt-ID: 41411                | Graben 6 Standort KG: Lölling                                    | Der heutige Gasthof wurde 1845 als Werksschmiede errichtet. Im Schlossereimuseum im Keller befindet sich ein Wacklergebläse, ein Unikat. | BDA-Hist.: Q37997799 Status: Bescheid Stand der BDA-Liste: 2025-06-30 Name: Schlossereimuseum (Schmiede und Einrichtung mit Wacklergebläse) GstNr.: .4/2 Schmiedemuseum Lölling                                                     |
| ja   | Datei hochladen | Waaghaus (Waaghäusl) HERIS-ID: 41394 Objekt-ID: 41877                                                           | Graben 7a, Lölling Standort KG: Lölling                          | Der einfache Bau aus der zweiten Hälfte des 19. Jahrhunderts diente zur Gewichtskontrolle des abtransportierten Eisens. | BDA-Hist.: Q38000179 Status: Bescheid Stand der BDA-Liste: 2025-06-30 Name: Waaghaus (Waaghäusl) GstNr.: .6/2 Waaghaus Lölling |
| ja   | Datei hochladen | Bürgerhaus, ehem. Verweserhaus HERIS-ID: 41046 Objekt-ID: 41412                                                 | Graben 9 Standort KG: Lölling                                    | Das zweigeschoßige Haus mit markantem Erker wurde im 19. Jahrhundert als Wohnhaus eines Gewerken errichtet; dann stand es dem Hüttenverwalter als Verweserhaus zur Verfügung. Es war der Arbeitsplatz des Werkdirektors und seines Beamtenstabes. Die Verrechnung der Erzfuhren, der Holzkohlefuhren sowie des Eisens wurde dort vorgenommen. | BDA-Hist.: Q37997809 Status: Bescheid Stand der BDA-Liste: 2025-06-30 Name: Bürgerhaus, ehem. Verweserhaus GstNr.: .8 Verweserhaus, Lölling                                                                                         |
| ja   | Datei hochladen | Ehem. Dampfmaschinenhaus HERIS-ID: 41047 Objekt-ID: 41413                                                       | Graben 10 Standort KG: Lölling                                   | Das heute als Wohnhaus genutzte zweigeschoßige Gebäude mit Walmdach wurde im 19. Jahrhundert errichtet. Die damals darin befindliche Dampfmaschine mit Gebläsemaschine diente zur Winderzeugung. | BDA-Hist.: Q37997821 Status: Bescheid Stand der BDA-Liste: 2025-06-30 Name: Ehem. Dampfmaschinenhaus GstNr.: .9/3 Dampfmaschinenhaus, Lölling                                                                                       |
| ja   | Datei hochladen | Bergbau/Hüttenwesen, ehem. Röstanlage und Erzlagerplatz HERIS-ID: 41038 Objekt-ID: 41404                        | Graben 19 Standort KG: Lölling                                   | Die Erzröstanlage besteht aus 23 am Hang gelegenen Schachtröstöfen aus Schiefergneis, davor eine große Terrasse mit mächtigen Stützmauern. Die in den 1840er-Jahren errichtete und 1899 stillgelegte Anlage ist eine von nur mehr zwei derartigen Anlagen in Österreich. | BDA-Hist.: Q37997737 Status: Bescheid Stand der BDA-Liste: 2025-06-30 Name: Bergbau/Hüttenwesen, ehem. Röstanlage und Erzlagerplatz GstNr.: .165, 1403 Röstanlage Lölling                                                           |
| ja   | Datei hochladen | Kriegerdenkmal HERIS-ID: 90016 Objekt-ID: 104691                                                                | gegenüber Graben 29 Standort KG: Lölling                         | Das Denkmal mit der Marmorfigur eines schlafenden Löwen wurde 1933 nach einem Entwurf der Klagenfurter Firma Fantoni errichtet. Als erster Name auf dem Denkmal scheint Erzherzog Franz Ferdinand (der in Lölling ein Jagdschloss besaß) auf, dessen Sohn Maximilian Hohenberg war bei der Denkmalweihe anwesend. | BDA-Hist.: Q37744364 Status: § 2a Stand der BDA-Liste: 2025-06-30 Name: Kriegerdenkmal GstNr.: 136/4 Kriegerdenkmal Lölling |
| ja   | Datei hochladen | Ehem. Gewerkensitz, Löllinger Schloss (Zechnerhof, Dickmann-Schlössl) HERIS-ID: 41039 Objekt-ID: 41405          | Graben 32 Standort KG: Lölling                                   | Das zweigeschoßige neunachsige Gebäude wurde im 2. Viertel des 19. Jahrhunderts errichtet. Zunächst im Besitz von Gewerken, wurde es 1886 als Jagdschloss von Erzherzog Franz Ferdinand erworben. | BDA-Hist.: Q37997746 Status: Bescheid Stand der BDA-Liste: 2025-06-30 Name: Ehem. Gewerkensitz, Löllinger Schloss (Zechnerhof, Dickmann-Schlössl) GstNr.: .21/1 Zechnerhof, Lölling                                                 |
| ja   | Datei hochladen | Mesnerhaus HERIS-ID: 90259 Objekt-ID: 104942                                                                    | Graben 34, Lölling Standort KG: Lölling                          | | BDA-Hist.: Q37745959 Status: § 2a Stand der BDA-Liste: 2025-06-30 Name: Mesnerhaus GstNr.: .25 Mesnerhaus Lölling |
| ja   | Datei hochladen | Kath. Pfarrkirche hl. Georg mit Friedhof und Friedhofskapelle HERIS-ID: 54262 Objekt-ID: 62446                  | bei Graben 34 Standort KG: Lölling                               | Die Kirche ist ein spätgotischer Bau, kreuzrippengewölbt mit reliefierten und bemalten Schlusssteinen. Ausstattung: Wandbild (Armer Lazarus und reicher Prasser) von 1602, barocke Altäre, barocke bemalte Holzempore. | BDA-Hist.: Q1261896 Status: § 2a Stand der BDA-Liste: 2025-06-30 Name: Kath. Pfarrkirche hl. Georg mit Friedhof und Friedhofskapelle GstNr.: .24/1, .24/2, 165/3 Pfarrkirche Lölling                                                |
| ja   | Datei hochladen | Mundloch des Sohlstollens der Albert-Bremse HERIS-ID: 41391 Objekt-ID: 41874                                    | bei Graben 41 Standort KG: Lölling                               | Das Portal aus unverputztem Schiefergneis wurde 1847 errichtet. Im Stollen führte eine Förderbahn vom Fußpunkt der Albert-Bremse zur Erzröste. | BDA-Hist.: Q38000151 Status: Bescheid Stand der BDA-Liste: 2025-06-30 Name: Mundloch des Sohlstollens der Albert-Bremse GstNr.: 1363/20                                                                                             |
| ja   | Datei hochladen | Bremshaus, ehem. Maschinenhaus der Albert-Bremse HERIS-ID: 43596 Objekt-ID: 44222                               | Sonnseite 2 Standort KG: Lölling                                 | Das Maschinenhaus der Albertbremse wurde nach Stilllegung 1899 als Wohnhaus verwendet. Der hangseitig eingeschoßige, talseitig dreigeschoßige Bau mit Rundbogenportalen ist heute in Verfall begriffen. | BDA-Hist.: Q38004147 Status: Bescheid Stand der BDA-Liste: 2025-06-30 Name: Bremshaus, ehem. Maschinenhaus der Albert-Bremse GstNr.: .117/2 Bremshaus Lölling                                                                       |
| ja   | Datei hochladen | Ehem. Spitalshaus HERIS-ID: 41393 Objekt-ID: 41876                                                              | Sonnseite 5 Standort KG: Lölling                                 | Der zweigeschoßige Bau aus der Mitte des 19. Jahrhunderts an der Albertbahn wurde als Spital genutzt. | BDA-Hist.: Q38000170 Status: Bescheid Stand der BDA-Liste: 2025-06-30 Name: Ehem. Spitalshaus GstNr.: .105/8 Spitalshaus Lölling |
| ja   | Datei hochladen | Knappenkeusche vulgo Balgerkeusche HERIS-ID: 110853 Objekt-ID: 128610                                           | Semlach 6 Standort KG: Lölling                                   | Das Haus ist das letzte bei Hüttenberg erhaltene Beispiel einer einfachen Bergmannunterkunft aus dem frühen 19. Jahrhundert: Im eingeschoßigen Wohntrakt in Massivbauweise sind Steinplatten- und Dielenböden, Holztramdecken und Bohlentüren erhalten; Wirtschaftsteil aus Holzscheune über gemauertem Stall. | BDA-Hist.: Q37821050 Status: Bescheid Stand der BDA-Liste: 2025-06-30 Name: Knappenkeusche vulgo Balgerkeusche GstNr.: .131 Balgerkeusche Lölling                                                                                   |
| ja   | Datei hochladen | Pulverturm HERIS-ID: 41387 Objekt-ID: 41869                                                                     | südlich Großkoll 61 Standort KG: St. Johann am Pressen           | Der Pulverturm wurde wohl Ende des 18. Jahrhunderts errichtet. Vom mittig geteilten Gebäude mit achteckigem Grundriss sind nur mehr die Grundmauern erhalten. 1988 erfolgte eine Restaurierung. | BDA-Hist.: Q38000100 Status: Bescheid Stand der BDA-Liste: 2025-06-30 Name: Pulverturm GstNr.: 39/1 Pulverturm Großkoll |
| ja   | Datei hochladen | Hochofenanlage Pfannerhütte HERIS-ID: 41041 Objekt-ID: 41407                                                    | Mosinz 37 Standort KG: St. Johann am Pressen                     | Ein erster Hochofen an dieser Stelle wurde 1754 von der Compagnie Rauscher errichtet, 1790/91 erhöht und 1829 abgetragen. Der heute noch vorhandene Hochofen entstand 1840 und war mit Unterbrechungen bis 1875 in Betrieb. Die dreigeschoßige Anlage besitzt eine klassizistische Fassade. Im Westteil ist heute eine schmucklose Kapelle untergebracht, das erste und zweite Geschoß werden zu Wohnzwecken genutzt. 1995/96 wurde der Bau saniert. | BDA-Hist.: Q37997764 Status: Bescheid Stand der BDA-Liste: 2025-06-30 Name: Hochofenanlage Pfannerhütte GstNr.: .33/1 Hochofenanlage Pfannerhütte                                                                                   |
| ja   | Datei hochladen | Gewerkenhaus, Plaggowitzhof HERIS-ID: 89769 Objekt-ID: 104422                                                   | Plaggowitz 39 Standort KG: St. Johann am Pressen                 | Der Plaggowitzhof wurde 1572 errichtet. Im 19. Jahrhundert war das zweigeschoßige, achtachsige Gebäude im Besitz der Hüttenberger Eisengewerkschaft und später der Alpine-Montangesellschaft. Das Schlösschen ist an einem wohl mittelalterlichen Bauteil angebaut. Die Sonnenuhr ist mit 1788 bezeichnet. Im zweiten Obergeschoß befindet sich eine Stuckdecke aus dem späten 18. Jahrhundert.                                                      | BDA-Hist.: Q37742699 Status: Bescheid Stand der BDA-Liste: 2025-06-30 Name: Gewerkenhaus, Plaggowitzhof GstNr.: .26/1 Plaggowitzhof                                                                                                 |
| ja   | Datei hochladen | Fuchsfloßofen HERIS-ID: 35629 Objekt-ID: 34417                                                                  | südwestlich Schottenau 87a Standort KG: St. Johann am Pressen    | Der Floßofen wurde 1768 errichtet und war bis 1792 in Betrieb. Auf dem quadratischen, knapp sechs Meter hohen Ofenstock ein etwa sieben Meter hoher Gichtaufsatz. | BDA-Hist.: Q37965636 Status: Bescheid Stand der BDA-Liste: 2025-06-30 Name: Fuchsfloßofen GstNr.: 899 Fuchsfloßofen Heft |
| ja   | Datei hochladen | Kath. Pfarrkirche hl. Johannes der Täufer und Friedhof HERIS-ID: 54692 Objekt-ID: 63063                         | St.Johann am Pressen Standort KG: St. Johann am Pressen          | Die romanische Chorturmkirche wurde um 1130 errichtet. An der Sakristeitür sind spiralförmige romanische Beschläge. Die Schnitzfiguren am barocken Hochaltar mit Opfergangsportalen stammen von Johann Pacher. | BDA-Hist.: Q2083070 Status: § 2a Stand der BDA-Liste: 2025-06-30 Name: Kath. Pfarrkirche hl. Johannes der Täufer und Friedhof GstNr.: .85 Church of St. Johann am Pressen                                                           |
| ja   | Datei hochladen | Pfarrhof HERIS-ID: 54691 Objekt-ID: 63062                                                                       | St.Johann am Pressen 3 Standort KG: St. Johann am Pressen        | Der barocke Pfarrhof ist mit schmiedeeisernen Fensterkörbe ausgestattet. | BDA-Hist.: Q38061958 Status: § 2a Stand der BDA-Liste: 2025-06-30 Name: Pfarrhof GstNr.: .86 Pfarrhof Sankt Johann am Pressen |
| ja   | Datei hochladen | Burgruine Silberberg HERIS-ID: 89749 Objekt-ID: 104401seit 2012                                                 | Standort KG: St. Martin am Silberberg                            | Von der im 16. Jahrhundert auf den Resten einer mittelalterlichen Burg errichteten, ausgedehnten Burganlage sind nur mehr niedrige Mauerreste vorhanden. | BDA-Hist.: Q4998714 Status: Bescheid Stand der BDA-Liste: 2025-06-30 Name: Burgruine Silberberg GstNr.: .7 Ruine Silberberg |
| ja   | Datei hochladen | Pfarrhof HERIS-ID: 90301 Objekt-ID: 104986                                                                      | St.Martin am Silberberg 12 Standort KG: St. Martin am Silberberg | Der Pfarrhof ist ein eingeschoßiger Bau aus dem 17. Jahrhundert mit steilem Walmdach. | BDA-Hist.: Q37746208 Status: § 2a Stand der BDA-Liste: 2025-06-30 Name: Pfarrhof GstNr.: 712/2 Pfarrhof Sankt Martin am Silberberg                                                                                                  |
| ja   | Datei hochladen | Kath. Pfarrkirche hl. Martin und Friedhof HERIS-ID: 54749 Objekt-ID: 63137                                      | St.Martin am Silberberg 15 Standort KG: St. Martin am Silberberg | Die Kirche mit Langhaus aus dem 13. Jahrhundert und wuchtigem spätgotischen Chorturm ist von einer zum Teil schon verfallenen Friedhofsmauer umgeben. Im Langhaus barockes Tonnengewölbe und Westempore; Hauptaltar aus dem 18. und Seitenaltäre aus dem 17. Jahrhundert. | BDA-Hist.: Q1617508 Status: § 2a Stand der BDA-Liste: 2025-06-30 Name: Kath. Pfarrkirche hl. Martin und Friedhof GstNr.: .69, 710 Church of St. Martin am Silberberg                                                                |
| ja   | Datei hochladen | Schloss Hörbach HERIS-ID: 89763 Objekt-ID: 104416seit 2012                                                      | St.Martin am Silberberg 28 Standort KG: St. Martin am Silberberg | Der zweigeschoßige Bau stammt aus dem 17. Jahrhundert. | BDA-Hist.: Q37742648 Status: Bescheid Stand der BDA-Liste: 2025-06-30 Name: Schloss Hörbach GstNr.: .2 Schloss Hörbach |
| ja   | Datei hochladen | Burgruine Althaus (Altenhaus) HERIS-ID: 61711 Objekt-ID: 74180                                                  | Standort KG: Unterwald                                           | Erhalten sind die Ruinen eines rechteckigen Festen Hauses aus dem 12./13. Jahrhundert, mit gewölbten Räumen im Erdgeschoß. | BDA-Hist.: Q15793090 Status: Bescheid Stand der BDA-Liste: 2025-06-30 Name: Burgruine Althaus (Altenhaus) GstNr.: 254/2, 254/1, 281/2 Ruine Althaus                                                                                 |
| ja   | Datei hochladen | Pulverturm HERIS-ID: 41044 Objekt-ID: 41410                                                                     | nordöstlich Hochofenstraße 27 Standort KG: Zosen                 | Der rechteckige Pulverturm aus Bruchsteinmauerwerk wurde im 19. Jahrhundert errichtet. | BDA-Hist.: Q37997788 Status: Bescheid Stand der BDA-Liste: 2025-06-30 Name: Pulverturm GstNr.: .40/4 |
| ja   | Datei hochladen | Bergbau/Hüttenwesen, ehem. Gewerkenhaus, sog. Deutschhammerhaus HERIS-ID: 41042 Objekt-ID: 41408                | Heft 75 Standort KG: Zosen                                       | Das Gewerkenhaus ist ein dreigeschoßiger mit einem Turm verbundener Bau. Das gewölbte Erdgeschoß geht auf das 16. Jahrhundert zurück. | BDA-Hist.: Q37997770 Status: Bescheid Stand der BDA-Liste: 2025-06-30 Name: Bergbau/Hüttenwesen, ehem. Gewerkenhaus, sog. Deutschhammerhaus GstNr.: .47 Deutschhammerhaus in der Heft                                               |
| ja   | Datei hochladen | Ehem. Personal- und Verwaltungsgebäude HERIS-ID: 43552 Objekt-ID: 44152                                         | Heft 80 Standort KG: Zosen                                       | Das langgestreckte Gebäude mit mächtigem Mittelrisalit an der Hauptfassade wurde 1863 errichtet. | BDA-Hist.: Q38003862 Status: Bescheid Stand der BDA-Liste: 2025-06-30 Name: Ehem. Personal- und Verwaltungsgebäude GstNr.: .41/1 Verwaltungsgebäude Heft                                                                            |
| ja   | Datei hochladen | Gotthardshof (ehem. Gewerkensitz) HERIS-ID: 41043 Objekt-ID: 41409                                              | Heft 83 Standort KG: Zosen                                       | Der Anfang des 18. Jahrhunderts errichtete Bau, in Erdgeschoß und Hochparterre zum Teil mit Gewölben, diente zeitweise als Direktionsgebäude der Hüttenwerke. 1929 wurde das Gebäude aufgestockt: hohe Räume und Kastentürstöcke im mit einem Erker versehenen Obergeschoß. | BDA-Hist.: Q37997777 Status: Bescheid Stand der BDA-Liste: 2025-06-30 Name: Gotthardshof (ehem. Gewerkensitz) GstNr.: .44 |
| ja   | Datei hochladen | Volksschule HERIS-ID: 40882 Objekt-ID: 41088                                                                    | Heft 84 Standort KG: Zosen                                       | Die 1895 errichtete Schule mit risalitartigem Mittelteil und aufgeputzten Eckquadern an der Fassade ist mit einem Krüppelwalmdach gedeckt. | BDA-Hist.: Q37997008 Status: Bescheid Stand der BDA-Liste: 2025-06-30 Name: Volksschule GstNr.: .65 Volksschule Heft |
| ja   | Datei hochladen | Kath. Filialkirche hl. Michael und Friedhof HERIS-ID: 55230 Objekt-ID: 63802                                    | bei Zosen 15 Standort KG: Zosen                                  | Die Kirche geht im Kern auf einen romanischen Bau zurück; Chor (über einer Beinkammer) und Westturm sind gotisch. Romanische Fresken am Triumphbogen. Der kleine barocke Hochaltar stammt aus der Mitte des 18. Jahrhunderts; die Seitenaltäre und die Kanzel sind knapp 100 Jahre älter. | BDA-Hist.: Q989774 Status: § 2a Stand der BDA-Liste: 2025-06-30 Name: Kath. Filialkirche hl. Michael und Friedhof GstNr.: .27, 2/2 Church of Zosen                                                                                  |
| ja   | Datei hochladen | Bürgerhaus, ehem. Gewerkensitz (Lattachhof, Zos(s)enegg, Höfl-Gut) HERIS-ID: 41389 Objekt-ID: 41871             | Zosen 30 Standort KG: Zosen                                      | Das Gewerkenhaus ist ein zweigeschoßiger Bau mit hufeisenförmigem Grundriss, im Kern aus dem 16. Jahrhundert. Schmiedeeiserne Fensterkörbe aus der Erbauungszeit; Pfeilerarkaden an der Hofseite des Mitteltrakts. | BDA-Hist.: Q38000134 Status: Bescheid Stand der BDA-Liste: 2025-06-30 Name: Bürgerhaus, ehem. Gewerkensitz (Lattachhof, Zos(s)enegg, Höfl-Gut) GstNr.: .25 Lattachhof Zosen                                                         |
| ja   | Datei hochladen | Schmiede, Fuchs HERIS-ID: 90040 Objekt-ID: 104715                                                               | Zosen 40 Standort KG: Zosen                                      | Die ehemalige Schmiede liegt auf dem Anwesen vlg. Fuchs. Sie ist ein kleiner, spätmittelalterlicher Bau mit Scheitelwalmdach und bretterverschalten Giebeln und Mauerwerk aus dem 16. Jahrhundert mit spätgotischen Baudetails (Lichtschlitz). | BDA-Hist.: Q37744663 Status: § 2a Stand der BDA-Liste: 2025-06-30 Name: Schmiede, Fuchs GstNr.: .58 Schmiede Zosen |
| ja   | Datei hochladen | Pulverturm HERIS-ID: 43631 Objekt-ID: 44273                                                                     | östlich Zosen 53 Standort KG: Zosen                              | Der rechteckige Pulverturm aus Bruchsteinmauerwerk wurde im 19. Jahrhundert errichtet. | BDA-Hist.: Q38004428 Status: Bescheid Stand der BDA-Liste: 2025-06-30 Name: Pulverturm GstNr.: .40/1 Pulverturm Heft 44273 |
| ja   | Datei hochladen | Bildstock HERIS-ID: 90020 Objekt-ID: 104695                                                                     | Standort KG: Zosen                                               | Marienbildstock, 1852 errichtet | BDA-Hist.: Q37744400 Status: § 2a Stand der BDA-Liste: 2025-06-30 Name: Bildstock GstNr.: .53 Marienbildstock St Barthlmä |